# الفالوجة
الفالوجة قرية فلسطينية تقع بين الخليل وغزة، وتبعد عنهما 30كم، وترتفع 100م عن سطح البحر. يحدها وادي الفالوجة. تبلغ مساحة أراضيها 38038 دونم وتحيط بها أراضي قرى عراق المنشية، جسير، حتا، كرتيا، عراق سويدان.
قبل الاحتلال عام 1948 كانت القرية مركز تجاري مهم يرتاده التجار والمواطنيين من القرى المجاورة مثل بركوسيا، بعلين، صميل، زيتا وغيرها. كان يوجد في الفالوجة جامع كبير قديم به ثلاث أروقة وقباب وصحن ودفن فيه الشيخ الفالوجي، وبها أضرحة ومقامات لأولياء ومجاهدين من فترة الحروب الصليبية. أنشئت مدرسة للبنين عام 1919م وللبنات عام 1940، ويوجد بها موقع أثري يدعى خربة الجلس.

## أصل التسمية
كانت تسمى بزريق الخندق وتحولت فيما بعد إلى اسم الفالوجة منسوباً إلى أحد أسياد الطريقة الصوفية عرف بسيدي أحمد الفالوجي لأنه استحوذ على هذا اللقب لكونه قادماً من بلدة الفلوجة«العراقية» حالياً.
وجاءت الرواية على النحو التالي:
قام «السيد» وهي كلمة عراقية تعني الانتساب إلى أهل البيت برحلة حج إلى البيت الحرام بمكة المكرمة وقد كانت مثل هذه الحجة تستغرق شهورا طوالاً وقد تقارب السنة إذا ما أراد أن يعرج على بيت المقدس لما كانوا يسمونه تقديس الحجة وحسب بعض المعتقدات أن من لا يكحل عينيه بأولى القبلتين ويصلي في حرمه تكون حجته ناقصة. وحرصاً من السيد أحمد الفالوجي على أن تكون حجته كاملةً مستوفية الأركان قام بزيارة المسجد الأقصى.
في طريق عودته لدياره في أرض العراق أصيب بحمى ألزمت رحله على النزول في أرض هي أشبه بأرض بلاده للأستشفاء وللراحة من وعثاء السفر. وكان يرافقه في رحلت هذه من ساعة انطلاقته الأولى بغرض تأدية فريضة الحج جمع من أبنائه ومريديه وأتباعه المؤمنين بطريقته ومذهبه ومن معهما من ذرتيهما شكّلا قاعدة بشرية لسكان بلدة الفالوجة الفلسطينية بعد وفاة الإمام والي دفن في تلك الأرض لاعتقادهم بأن إكرام الميت دفنه وأن جميع الأرض أرض الله، أبركها ما كان حول المسجد الأقصى لقوله تعالى «سبحان الذي أسرى بعبد ليلاً من المسجد الحرام إلى المسجد الأقصى الذي باركنا حوله» صدق الله العظيم.
وهناك عز على مريديه مغادرة المكان وترك سيدهم في أرض قفر بلا جليس ولا ونيس فعزموا على البقاء إلى جواره ولذا أخذوا يفكرون في الاشتغال بما يقيم أودهم. ولما لم يكن أحد منهم يجيد سوى حرفتي الزراعة وصناعة الفخار لذا شرعوا بمزاولة هاتين الحرفتين وهما حرفتان لا زال أهل فلوجة العراق يزاولونهما مما يؤكد صحة تواتر الرواية. وأما من هو من غير هاتين العائلتين فكانو يسمون«الغربية» بمعنى الوافدون للعيش في بلاد وائمت هواهم وغالباً ما كانوا مهاجرين من مصر أو من بلدان مجاورة هرباً من أحكام أو تنفيذاً لأمر الجلاء في حالة الدم الذي يخضع لقانون الصلح العشائري آنذاك ثم أصبحوا من سكان البلدة وأصبحوا أقارب وأنسباء.

## التاريخ الجديد - الاحتلال
قامت القوات الإسرائيلية بتاريخ 14 من مارس/ آذار من عام 1948 بالاشتباك مع سكان القرية فنتج عن ذلك استشهاد 37 فلسطيني عربي و مقتل 7 من جيش إسرائيل،
عند نهاية أكتوبر تشرين الأول من نفس العام حاصرت القوات اليهودية لواء مصرياً وبقيت هذه البلدة رمز المقاومة والحصار، بعد حرب النكبة الفلسطينية سنة 1948م حيث حوصر فيها ـ ومع أهلها ـ الجيش المصري الذي كان يقوده الضابط النوبي المصري السيد طه من كبار ضباط الجيش المصري، والعديد من الضباط الأحرار، ومن بينهم الرئيس المصري الأسبق جمال عبد الناصر، والذي كان هو وغيره من تنظيم الضباط الأحرار وغيرهم من ضباط الجيش المصري، وكذلك محمد حسنين هيكل في كتبه وأدبياته ـ أكثروا ـ من ذكرها في أدبيات ثورة الضباط الأحرار المصرية حيث كانت مهد التفكير بتلك الثورة، حين استمر الحصار، واستمرت مقاومة الأهالي إلى أواخر شباط من سنة (1949م)، وقام رجال متطوعين من حركة الإخوان المسلمون الذين تواجدوا في بلدة صورباهر أثناء الحرب بالاشتباك مع القوات الإسرائيلية التي كانت تحاصر اللواء المصري، وبعد الهدنة الشاملة، وانسحاب الجيش المصري في آخر يوم من شباط (1949م) تم استيلاء اليهود ـ بموجب الهدنة ـ على البلدة، ثم قاموا بتطهير عرقي شمل من تبقى من سكان البلدة استمر إلى نيسان من نفس السنة، حيث هاجر كل سكانها إلى قطاع غزة، والخليل، ومخيمات الضفة الغربية، ومخيمات شرق الأردن، ومخيم اليرموك وغيره من المخيمات الفلسطينية في سوريا، وباقي مواطن الشتات الفلسطيني في أرجاء العالم.
- كان يخدم فيه جمال عبد الناصر الذي غداً رئيساً لمصر لاحقاً، وكان متمركزاً في قرية عراق المنشية المجاورة. وقد صمد اللواء فيها حتى شباط فبراير 1949, حين سلّم (جيب الفالوجة) إلى إسرائيل بموجب اتفاقية الهدنة بين مصر وإسرائيل غير أن إسرائيل نقضت نصوص الاتفاقية فور توقيعها تقريباً، إذا أرغمت السكان بالإرهاب على مغادرتها في تاريخ لا يتعدى 21 نيسان/أبريل 1949.
- وبعد ذلك أصبحت الفالوجة مثالاً ونذيراً لسكان مناطق أخرى في فلسطين ولا سيما الجليل، حيث كانت السلطات الإسرائيلية تأمل بالوصول إلى النتيجة ذاتها خلال سنة 1949، غير أنها لم تصب نجاحاً مماثلاً.
- لم يبقَ من القرية اليوم سوى أسس مسجدها وبعض البقايا من حيطانه. وتغطي الأنقاض المتراكمة والمبعثرة موقع المسجد ويمكن مشاهدة بئر مهجورة وبركة، كما ينمو في الموقع صف من شجر الكينا ونبات الصبار وشوك المسيح والزيتون. وقد أنشئت عدة أبنية حكومية إسرائيلية ومطار على الأراضي المجاورة المزروعة في معظمها. وقد أقام الإسرائيليون مستعمرة (بلوجوت) على أراضيها.

## السكان وأعمالهم
يقدر عدد سكانها مع اللاجئين 33000 نسمة في عام 1998 وقد كان عدد السكان قبل الاحتلال في عام 1948 يقدر ب 5417 نسمة.
كان سكان الفالوجة يعملون على الأغلب في الزراعة البعلية فيزرعون الحبوب والخضروات والفواكه. في 1944/1945 وكانت التجارة تمثل القطاع الثاني من حيث الأهمية الاقتصادية

### أبرز الشخصيات
- سعدي الكرنز.

## وصلات خارجية
- شخصيات من الفلوجة.